# سمسطا
سمسطا مدينة مصرية في محافظة بني سويف في مصر، وهي قاعدة مركز سمسطا.